# Sarah Carter
Sarah Sanguin Carter (Toronto, 30. listopada 1980.), kanadska je glumica i glazbenica.

## Životopis
Sarah je rođena u Torontu. Odrasla je u Winnipegu gdje je pohađala srednju školu Balmoral Hall. Tijekom školovanja bavila se plesom te glumila u predstavi Čarobnjak iz Oza, u kojoj je igrala Dorothy.
Dolaskom u Hollywood njezina karijera vrlo brzo napreduje. U prvoj sezoni američke humoristične serije Undeclared 2001. igra ulogu Evie. Ozbiljniju ulogu ostvaruje 2006. godine u CBS-voj kriminalističkoj seriji Shark, gdje u dvije sezone glumi Madeline Poe, a od 2011. u Spielbergovoj naučno-fantastičnoj produkciji glumi 'Margaret' u američko-kanadskoj seriji Falling Skies.
Osim što se uspješno bavi glumom, Sarah od 2010. godine, sa svojim sastavom SanguinDrake, paralelno gradi i glazbenu karijeru kao pjevačica i skladateljica. 